# Campo Nuevo los Tepetates
Campo Nuevo los Tepetates är en ort i Mexiko.   Den ligger i kommunen Cuautla och delstaten Morelos, i den sydöstra delen av landet, 70 km söder om huvudstaden Mexico City. Campo Nuevo los Tepetates ligger 1 318 meter över havet och antalet invånare är 304.
Terrängen runt Campo Nuevo los Tepetates är kuperad åt sydost, men åt nordväst är den platt. Runt Campo Nuevo los Tepetates är det ganska tätbefolkat, med 222 invånare per kvadratkilometer. Närmaste större samhälle är Cuautla Morelos, 1,9 km norr om Campo Nuevo los Tepetates. Omgivningarna runt Campo Nuevo los Tepetates är en mosaik av jordbruksmark och naturlig växtlighet.